# Luna Christofi
Luna Christofi (* 9. Dezember 1967 in Gram als Lone Jakobsen) ist eine dänische Journalistin.

## Leben
Christofi besuchte bis 1986 eine Schule in Aabenraa. Sie war bei der Sportredaktion von Danmarks Radio angestellt und wechselte zu TV3, für den sie über die UEFA Champions League berichtet. Mit ihrem zweiten Ehemann – ihr Nachname Christofi stammt aus ihrer ersten Ehe – wohnt sie seit 2005 in Madrid.